# Catasticta discalba
Catasticta discalba är en fjärilsart som beskrevs av Brown och Gabriel 1939. Catasticta discalba ingår i släktet Catasticta och familjen vitfjärilar. Inga underarter finns listade i Catalogue of Life.